# Ак-Довурак
Ак-Довурак (рус. Ак-Довурак) је град у Русији, у републици Тува. Друго је по величини насеље у републици Туви.

## Становништво
Према прелиминарним подацима са пописа, у граду је 2010. живело становника, (%) више него 2002.
| 1959. | 1970. | 1979.  | 1989.  | 2002.  | 2010.  | 2014.  |
| ----- | ----- | ------ | ------ | ------ | ------ | ------ |
| 2.200 | 9.613 | 13.216 | 15.191 | 12 965 | 13.468 | 13 548 |